# The Rescues
The Rescues je americká rocková skupina pocházející z Los Angeles, která byla založena v roce 2008. Jejich hudební styl může být označen za indie pop/rock a je pozoruhodný tím, že používají 4 vokální soulad (tzn. že všichni 4 členové skupiny zpívají a hrají na vícero instrumentů).

## Historie
Skupina "The Rescues" byla založena v roce 2008 zpěváky/skladateli a multiinstrumentalisty Kyler England, Robem Gilesem, Adrianne Gonzalez a Gabrielem Mannem, kteří se potkali na turné zpěváků-skladatelů v Los Angeles. I když všichni členové zažili individuální úspěch před tím, než kapelu založili, tak se skupina ukázala být lepší volbou, než jejich individuální kariéry. Skupina je občas popisována jako "Indie Supergroup" (Indie super skupina). Hudba skupiny The Rescues byla již mnohokrát použita v televizních seriálech, například One Tree Hill, Private Practice, Prolhané krásky a Chirurgové (posledně jmenovaný použil již 5 skladeb skupiny, mezi ně patří skladba “Break Me Out".). Krom toho, že byly skladby užity v televizních seriálech, mnoho z nich vyhrálo a dosáhlo čestných uznání v soutěžích textařů, mezi které patří například USA Songwriting Competition, John Lennon Songwriting Contest a International Songwriting Competition.
Adrianne Gonzalez vyhrála cenu Overall Grand Prize v roce 1999 v klání USA Songwriting Competition. Gabriel Mann vyhrál cenu Overall Grand Prize v roce 2002 v soutěži USA Songwriting Competition. Kyler England vyhrála první cenu v kategorii country v roce 2010 v soutěži USA Songwriting Competition. Svoji první nahrávku, eponymní EP se 4 skladbami, vydali v březnu 2010. V červnu 2010 vydali LP pojmenované "Let Loose The Horses", které získalo pozornost a uznání nejrůznějších online blogů a profesionálních kritiků. Díky tomu se v červenci roku 2010 dostali na seznam "Najdi je první" prodejního řetězce Best Buy.

## Diskografie

### Crazy Ever After
Debutové album skupiny, které vydali v listopadu roku 2008. Všechny skladby napsali Kyler England, Adrianne Gonzales a Gabriel Mann, až na skladbu "Your Love", která je původně od skupiny The Outfield.
1. "Lost Along the Way" - 3:16
2. "Matter of Time" - 3:31
3. "California Rain" - 4:18
4. "Break Me Out" - 3:54
5. "Shadows of Tall Buildings" - 3:54
6. "New Kind of Cool" - 4:24
7. "Sweetspot" - 3:22
8. "Crazy Ever After" - 4:09
9. "Lay It On Me" - 3:38
10. "I Miss Missing You" - 3:22
11. "My Heart With You" - 4:24
12. "Break Me Out 2.0" - 3:54
13. "Your Love" - 2:45

### The Rescues - EP
Vyšlo v březnu roku 2010. Všechny skladby napsala skupina společně.
1. "Let Loose The Horses" - 4:24
2. "You're Not Listening" - 4:08
3. "Follow Me Back Into The Sun" - 4:17
4. "My Heart With You" - 4:17

### Let Loose The Horses
Vydáno v červnu 2010. Na všech skladbách se podílela pouze skupina The Rescues: Kyler England, Rob Giles, Adrianne Gonzalez & Gabriel Mann.
1. "Let Loose The Horses" - 4:24
2. "Start a Riot" - 3:57
3. "We're OK" - 4:18
4. "Before the Fall" - 3:54
5. "Never Too Late" - 3:31
6. "Can't Stand The Rain" - 3:54
7. "Break Me Out" - 3:49
8. "Follow Me Back Into The Sun" - 4:17
9. "The City And The River" - 4:02
10. "Stay Over" - 3:17
11. "Stranger Keeper" - 3:30
12. "You're Not Listening" - 4:11

## Současní členové skupiny
- Kyler England
- Rob Giles
- Adrianne Gonzalez
- Gabriel Mann

(Všichni členové zpívají a zároveň hrají na různé instrumenty)